# 细裂梅花草
细裂梅花草（学名：Parnassia leptophylla）为卫矛科梅花草属下的一个种。

## 扩展阅读
- 維基物種上的相關：细裂梅花草